# Broker
O termo inglês broker (derivado do francês antigo broceur, 'pequeno comerciante'), também designado intermediário, designa uma pessoa física ou jurídica  ou, ainda, um grupo de pessoas que atua como  intermediário  nas transações entre um comprador e um vendedor, recebendo  uma  comissão quando o negócio é concluído.
O broker, seja um indivíduo ou empresa, é um corretor. Nos mercados financeiros, atua na intermediação da compra e venda de valores mobiliários, mediante o pagamento de comissão. No mercado securitário, atua na venda de seguros. No mercado imobiliário, o broker atua na venda, compra ou locação de imóveis.
No setor de transportes marítimos, existem brokers (indivíduos ou empresas, chamadas, em inglês,  brokerage houses)  especializados em intermediar afretamento, atuando na ligação entre armadores e afretadores. Em sua maioria, eles se especializam em representar os remetentes da carga ou os proprietários do navio, recebendo a denominação de cargo brokers (também chartering brokers ou freight brokers) ou ship brokers, respectivamente. 
O termo broker também pode designar uma empresa ou indivíduo que presta serviços à indústria, cuidando das vendas, promoções, merchandising, pesquisas de mercado, créditos e cobrança, armazenamento e distribuição às lojas de varejo. Nos Estados Unidos, onde o conceito surgiu na década de 1980, o broker foi também denominado "agentes de vendas". O repertório de serviços oferecidos evoluiu para além da venda em nome da indústria propriamente dita,  passando a incluir o acompanhamento do giro de estoques e a demanda dos produtos nas lojas de varejo,  merchandising, pesquisa de mercado, responsabilidade financeira, armazenamento, CRM, cross docking, distribuição e pós-vendas. O conhecimento adquirido do mercado e do "cliente" passou a determinar sua atuação e ser fundamental para o avanço das vendas no varejo e para o fortalecimento das marcas oferecidas. Abre-se então espaço para o broker ter participação decisiva na indicação do mix adequado, do tamanho dos estoques, no estabelecimento de promoções e no gerenciamento por categoria de produtos.  Assim, a indústria pode dedicar-se mais ao seu core business, deixando a área de vendas nas mãos de um especialista. Por outro lado, ao usar o broker, a indústria transforma o custo fixo de sua equipe de vendas em custo variável, pois esses agentes de vendas recebem comissões sobre os negócios efetivados.  